# Coenagrion ornatum
Coenagrion ornatum (Linnaeus, 1758) je vrsta iz familije Coenagrionidae. Srpski naziv ove vrste je Trozuba plava devica.

## Opis vrste
Trbuh mužjaka je plav, na drugom trbušnom segmentu nalazi se karakteristično, crno obeležje u obliku slova „H” ili „U”. Žen�ke su zelene, ali im je cela leđna strana tela crna. Mlade jednke oba pola mogu biti svetloljubičaste. Kod ove vrste plava/zelena linija na gornjoj strani grudi nije prekinuta. Krila su providna s malom, svetlom pterostigmom. Slična je sa C. pulchellum. Ovo je u Srbiji najčešća vrsta iz roda Coenagrion.

## Stanište
Naseljava uglavnom stajaće ali i sporotekuće vode. Poželjna vodena vegetacija.

## Životni ciklus
Posle parenja mužjak i ženka u tandemu polažu jaja, često u grupi sa više parova. Ženka ih polaže ubušivanjem u potopljenu ili plivajuću vegetaciju. Po završetku larvenog razvića izležu se odrasle jedinke i ostavljaju egzuviju na obalnoj vegetaciji.

## Sezona letenja
Sezona letenja traje od aprila do septembra.